# Пятницкая волость (Звенигородский уезд)
Пятницкая волость — волость в составе Звенигородского и Воскресенского уездов Московской губернии. Существовала до 1929 года. Центром волости было село Пятница.
По данным 1919 года в Пятницкой волости Звенигородского уезда было 30 сельсоветов: Алексеевский, Алехновский, Бережковский, Белавинский, Верхуртовский, Дьяковский, Зыковский, Исковский, Карцевский, Колычевский, Костяевский, Куриловский, Куритниковский, Лечищевский, Ломишенский, Лопотовский, Лыщевский, Мартюшинский, Повадьинский, Полетаевский, Поповский, Пятницкий, Рождественский, Рыбловский, Синевский, Соколовский, Татищевский, Тимофеевский, Шевлинский, Якунинский.
14 января 1921 года Пятницкая волость была передана в новообразованный Воскресенский уезд.
По данным 1921 года в Пятницкой волости было 16 сельсоветов: Алексеевский, Алехновский, Бережковский, Белавинский, Верхуртовский, Граворновский, Карцевский, Лопотовский, Мартюшинский, Нечаевский, Новлянский, Новоселовский, Пятницкий, Соколовский, Торлоповский, Якунинский.
В 1922 году Нечаевский с/с был переименован в Тимофеевский.
В 1924 году Алексеевский с/с был присоединён к Новлянскому, Граворновский — к Верхуртовскому, Мартюшинский — к Карцевскому, Новоселовский — к Якунинскому, Тимофеевский — к Пятницкому, Торлоповский — к Алехновскому.
В 1926 году был восстановлен Новоселовский с/с.
В 1927 году были восстановлены Алексеевский, Граворновский, Мартюшинский, Тимофеевский и Торлоповский с/с. Из Алехновского с/с был выделен Синевский с/с, из Верхуртовского — Куритниковский, из Лопотовского — Рыбловский, из Пятницкого — Рождественский, из Якунинского — Лечищевский. Был упразднён Новоселовский с/с.
В 1929 году Лечищевский с/с был переименован в Новоселовский.
В ходе реформы административно-территориального деления СССР в 1929 году Пятницкая волость была упразднена, а её территория разделена между Солнечногорским и Воскресенским районами Московского округа Московской области.